# Antietam Creek
Antietam Creek je 65 km dolga reka, ki teče po ozemlju ameriških zveznih držav Pensilvanija in Maryland. Porečje zajema 241 km². Izliva se v reko Potomac.
Reka je najbolj znana po bitki za Antietem med ameriško državljansko vojno.